# Saint-Jean-de-Monts

Saint-Jean-de-Monts este o comună în departamentul Vendée, Franța. În 2009 avea o populație de 8,037 de locuitori.